# Barbus oligogrammus
Barbus oligogrammus là một loài cá vây tia thuộc họ Cyprinidae.
Loài này có ở Burundi và Tanzania.
Môi trường sống tự nhiên của chúng là sông ngòi.
Nó không được IUCN xem là loài bị đe dọa.